# Marest-sur-Matz
Marest-sur-Matz és un municipi francès, situat al departament de l'Oise i a la regió dels Alts de França. L'any 2007 tenia 396 habitants.

## Demografia

### Població
El 2007 la població de fet de Marest-sur-Matz era de 396 persones. Hi havia 140 famílies de les quals 20 eren unipersonals (4 homes vivint sols i 16 dones vivint soles), 44 parelles sense fills, 64 parelles amb fills i 12 famílies monoparentals amb fills.
La població ha evolucionat segons el següent gràfic:
Habitants censats

### Habitatges
El 2007 hi havia 152 habitatges, 140 eren l'habitatge principal de la família, 10 eren segones residències i 2 estaven desocupats. 149 eren cases i 1 era un apartament. Dels 140 habitatges principals, 124 estaven ocupats pels seus propietaris, 14 estaven llogats i ocupats pels llogaters i 2 estaven cedits a títol gratuït; 4 tenien dues cambres, 14 en tenien tres, 39 en tenien quatre i 83 en tenien cinc o més. 86 habitatges disposaven pel capbaix d'una plaça de pàrquing. A 45 habitatges hi havia un automòbil i a 87 n'hi havia dos o més.

### Piràmide de població
La piràmide de població per edats i sexe el 2009 era:
| Homes | Edats   | Dones |
| ----- | ------- | ----- |
| 0     | 95 o +  | 0     |
| 0     | 90 a 94 | 0     |
| 4     | 85 a 89 | 4     |
| 0     | 80 a 84 | 4     |
| 0     | 75 a 79 | 0     |
| 4     | 70 a 74 | 4     |
| 4     | 65 a 69 | 12    |
| 4     | 60 a 64 | 8     |
| 4     | 55 a 59 | 8     |
| 4     | 50 a 54 | 4     |
| 16    | 45 a 49 | 12    |
| 36    | 40 a 44 | 36    |
| 16    | 35 a 39 | 8     |
| 20    | 30 a 34 | 16    |
| 0     | 25 a 29 | 8     |
| 8     | 20 a 24 | 4     |
| 12    | 15 a 19 | 32    |
| 24    | 10 a 14 | 20    |
| 32    | 5 a 9   | 8     |
| 4     | 0 a 4   | 12    |

## Economia
El 2007 la població en edat de treballar era de 271 persones, 199 eren actives i 72 eren inactives. De les 199 persones actives 187 estaven ocupades (101 homes i 86 dones) i 12 estaven aturades (9 homes i 3 dones). De les 72 persones inactives 20 estaven jubilades, 37 estaven estudiant i 15 estaven classificades com a «altres inactius».

### Ingressos
El 2009 a Marest-sur-Matz hi havia 140 unitats fiscals que integraven 398 persones, la mediana anual d'ingressos fiscals per persona era de 19.602,5 €.

### Activitats econòmiques
Dels 9 establiments que hi havia el 2007, 1 era d'una empresa de fabricació d'altres productes industrials, 3 d'empreses de construcció, 3 d'empreses de comerç i reparació d'automòbils, 1 d'una empresa d'hostatgeria i restauració i 1 d'una empresa immobiliària.
Dels 2 establiments de servei als particulars que hi havia el 2009, 1 era un guixaire pintor i 1 lampisteria.
L'any 2000 a Marest-sur-Matz hi havia 3 explotacions agrícoles.

## Equipaments sanitaris i escolars
El 2009 hi havia una escola elemental integrada dins d'un grup escolar amb les comunes properes formant una escola dispersa.

## Poblacions més properes
El següent diagrama mostra les poblacions més properes.